# فرديناند توماس أونغر
فرديناند توماس أونغر (بالإنجليزية: Ferdinand Thomas Unger)‏ هو عسكري أمريكي، ولد في 28 أكتوبر 1914 في بيتسبرغ في الولايات المتحدة، وتوفي في 31 يناير 1999 في مقاطعة أرلنغتون في الولايات المتحدة.